# Прусіновські
Прусіновські гербу Сокира — польський шляхетський  рід.

## Представники
- Ґабріель 1569 року — заставний посідач села Золочівка (тепер Демидівський район), дружинар — Анна з Валкановських, донька Яна.
  - Адам (пол. Adam Prusinowski, ? — †перед 25 червня 1619) — військовий та державний діяч часів Речі Посполитої, белзький каштелян, дружина — Анна Служевська, мав дітей у шлюбі:
    - Алєксандер — учень Замойської академії, ротмістр, учасник Хотинської битви 1621 року, відомий авантюрник та нападник)
    - Януш на Прусінові та Переспі — (помер бл. 1648), в 1640 підчаший, 1642 — підкоморій белзький, посол сеймів 1623, 1632 (конвокаційний), 1633 (коронаційний), 1637 (звичайний), 1637, 40, один з комісарів військових на виправу проти козаків 1648 р., визначених перед варшавською конвокацією. Дружина — Маріанна Каліновська, вдова Миколая Потоцького
      - Ельжбета (Ганна) — друга дружина Миколая Пія Сапеги з 1643 року; 1660 року свій палац та «ґрунт» в Любліні віддала монахам-реформатам[1]

    - Адам Міколай (*бл. 1619), в 1651 вписаний до метрики універсиету Лейдена)[2]

- N. — віддав у заставу Білобоки в 1509 році Станіславу Лянцкоронському[3]
- Лукаш — каштелян любачівський
- Вікторія — субпріориса монастиря у Белзі[4]